# Henricus Oort

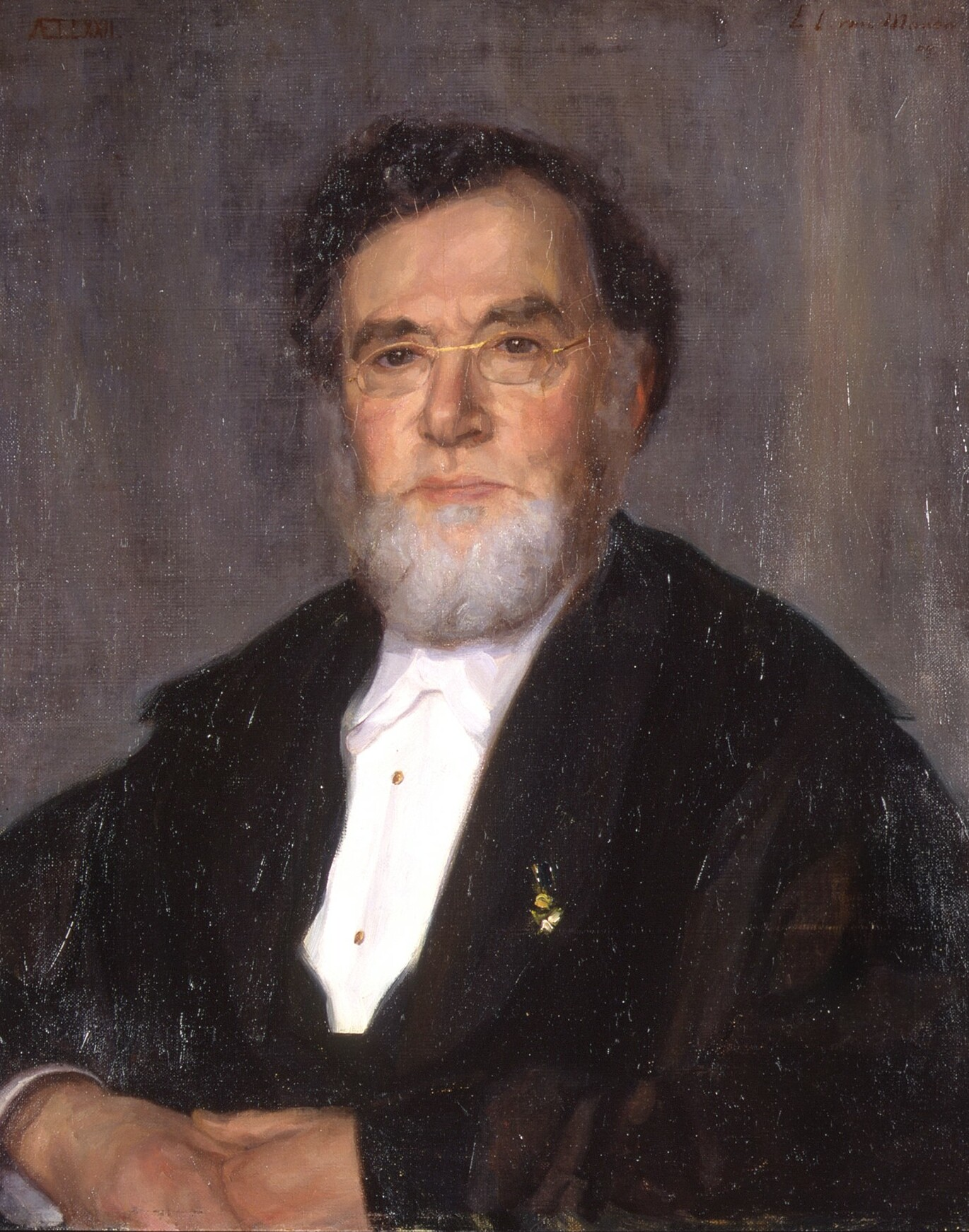
Henricus Oort

Henricus Oort (* 27. Dezember 1836 in Eemnes; † 13. Dezember 1927 in Leiden) war ein niederländischer Theologe und Philologe.

## Leben
Henricus Oort war Sohn des Pfarrers Henricus Lucas Oort und dessen Frau Dina Maria Blom. Er besuchte in seiner Geburtsstadt Eemnes und in Delft die Schule. Später setzte er seine Bildung am Gymnasium in Delft und Den Haag fort. 1854 studierte er an der Universität Leiden, wo Carel Gabriel Cobet, Matthias de Vries, Theodoor Willem Johannes Juynboll, Johannes Jacobus Prins, Nicolaas Christiaan Kist, Johannes Henricus Scholten und Abraham Kuenen seine prägenden Lehrer wurden. Am 1. Oktober 1860 promovierte er unter Kuenen mit der Arbeit Disputatio de pericope Num. XXII:2-XXIV historiam Bileami continente zum Doktor der Theologie. 
1860 wurde er Pfarrer in Santpoort und 1866 Pfarrer in Harlingen. Am 31. März 1873 wurde er Professor am Athenaeum Illustre Amsterdam für Altes Testament, Hebräisch, Geschichte der Hebräer, Arabisch, Syrisch, Aramäisch, Logik und Methaphysik, welche Aufgabe er mit der Rede De tegenwoordige toestand der Israëlietische oudheidkunde antrat. Am 27. September 1875 berief man ihn als Professor für hebräische Sprache, Geschichte Israels und Auslegung des Alten Testaments an die Universität Leiden, welche Aufgabe er am 10. Dezember 1875 mit der Antrittsrede Israël, het volk van den godsdienst übernahm. 
1877 wurde er von den Vorlesungen der Auslegung des Alten Testaments entbunden und 1891/92 war er als Rektor der Alma Mater an den organisatorischen Aufgaben der Hochschule beteiligt. Er war auch Ritter des Ordens vom niederländischen Löwen. Am 7. Mai 1907 wurde er emeritiert und am 16. September 1907 ging er in den Ruhestand.

## Familie
Am 28. November 1860 heiratete er in Leiden Elisabeth Wilhelmina de Goeje (* 31. August 1838 in Menaldumadeel; † März 1906 in Leiden), Tochter des Pfarrers Pieter de Goeje (* 4. Juni 1806 in Enkhuizen; † 8. Januar 1854 in Heerenveen) und dessen am 9. März 1832 in Leiden geheirateten Frau Wilhelmina Bernardina von Schilling (* 1. August 1810 in Lingen; † 10. Mai 1872 in Leiden). Aus der Ehe stammen Kinder. Von diesen kennt man:
- Henricus Lucas Oort (6. März 1864 in Santpoort; † 9. Januar 1925 in Utrecht) wurde Pfarrer
- Reinoud Oort (1873–1910) wurde Pfarrer
- Abraham Hermanus Oort (* Harlingen, † 12. Mai 1941 in Leiden) verh. 14. September 1897 in Leiden mit Ruth Hannah Faber († 20. November 1957 in Leiden), Tochter des Jan Faber und der Henrietta Sophia Susanna Schaaij.
- Dina Maria Oort (* in Velsen) verh. 12. Juli 1883 in Leiden mit dem Dr. med. François Delhez
- Jeannette Maria Oort (* 28. März 1881 in Leiden)

Der Astronom Jan Hendrik Oort war sein Enkel.

## Werke (Auswahl)
- De dienst der Baälim in Israël. Leiden 1864 englisch übersetzt von J. W. Colenso 1865
- Het menschenoffer in Israël. Haarlem 1865
- Jeremia in de lijst van zijn tijd. Leiden 1866
- Twaalf wonderspreuken van Jezus. ’s-Hertogenbosch 1868
- Handleiding om bijbelsche verhalen met kinderen te bespreken, vooral ten dienste van zondagsscholen. 1870
- Twaalf wonderspreuken van Jezus. 1870, 1892
- De Bijbel voor jongelieden. Haarlem 1871–1874, 6. Bde. (mit dr. J. Hooykaas Herderschee)
- De tegenwoordige toestand der Israëlietische oudheidkunde. Leiden 1873
- Godsdienst volgens de beginselen der ethische richting onder de modernen. 1876
- De laatste eeuwen van Israëls volksbestaan. 1877 und 1878, 2. Bde., 2. Aufl. 1915
- Antwoord aan T. Tal. Amsterdam 1880
- Een moeilijke plaats uit den Talmud. In: Eigen Haard. 1880, Nr. 1.
- Evangelie en Talmud uit het oogpunt der zedelijkheid vergeleken. Leiden 1881, englisch unter dem Titel: The Talmud and the New Testament In. The Modern Review. 1883, Bd. 4, S. 464–494 und S. 728–752
- Der Ursprung der Blutbeschuldigung gegen die Juden. Leiden und Leipzig 1884
- Eene geloofsbelijdenis. 1897
- Textus Hebraici Emendationes Quibus In Vetere Testamento Neerlandice Vertendo. 1900
- Ons leven in God. 1902
- De bergrede. 1905
- Wat weten wij van Jezus? 1911
- De dwaasheid der prediking van Jezus. 1913
- Uit de prediking van Jezus. 1917
- Het christendom dat komt. 1918

## Weblink
- Datensatz bei der digitalen Bibliothek der niederländischen Literatur (DBNL)

| Personendaten    | Personendaten                           |
| ---------------- | --------------------------------------- |
| NAME             | Oort, Henricus                          |
| KURZBESCHREIBUNG | niederländischer Theologe und Philologe |
| GEBURTSDATUM     | 27. Dezember 1836                       |
| GEBURTSORT       | Eemnes                                  |
| STERBEDATUM      | 13. Dezember 1927                       |
| STERBEORT        | Leiden                                  |